# Chiron (Töpfer)
Chiron war ein griechischer Töpfer in der 2. Hälfte des 6. Jahrhunderts v. Chr., tätig in Athen.
Er ist nur bekannt durch seine Signatur (Χιρον εποιεσεν ) auf einer schwarzgefirnißten Schale ehemals im Vatikan, Museo Gregoriano Etrusco. Diese Vase ist seit ca. 1880 verschollen. 
Chiron gehört zu den Kleinmeistern. Er ist nicht identisch mit dem Töpfer Cheiron.